# Rima Flammarion
La Rima Flammarion è una struttura geologica della superficie della Luna.